# Tim Minchin
Tim Minchin (Northampton, 7 oktober 1975) is een in Engeland geboren Australisch komiek, muzikant en acteur. Hij is het bekendst om zijn combinatie van stand-upcomedy en muziek. Hiervan zijn drie cd's en twee dvd's uitgebracht. Verder is hij in Australië en Engeland op televisie verschenen.

## Biografie
Minchin groeide op in Perth. Hij startte met pianospelen toen hij acht jaar was, maar hield er drie jaar later weer mee op. Toen hij muziek begon te schrijven met zijn broer, een gitarist, hervatte hij zijn pianostudie. Hij beschreef zichzelf echter nog steeds als een 'hack pianist', "a 'the more you practice, the better you get' kind of guy'", een broodpianist, zo iemand van "hoe meer je oefent, des te beter word je". In 1995 haalde hij een Bachelor of Arts in Engels en theater aan de Universiteit van West-Australië en in 1998 behaalde hij een Advanced Diploma in Contemporary Music (Diploma voor Gevorderden in Eigentijdse Muziek) aan de Western Australian Academy of Performing Arts (West-Australische Academie voor Uitvoerende Kunsten). In 2001 trouwde hij met zijn vriendin Sarah, met wie hij al vanaf zijn 17de samen is. Hun dochter werd geboren op 24 november 2006, en op 3 juli 2009 kregen ze er een zoon bij. Minchin woont sinds 2017 weer met zijn vrouw Sarah en kinderen in Sydney. Minchin is een atheïst en bewondert Richard Dawkins. Desondanks zong hij al van kind af aan de rol van Judas uit de rockmusical "Jesus Christ Superstar", en vertolkte hij deze rol in de theatertournee "Jesus Christ Superstar - Live Arena Tour 2012".

## Carrière
Nadat Minchin zijn diploma's had behaald, probeerde hij eerst als muzikant succes te krijgen. Hij bracht met zijn band, Timmy the Dog, in 2001 de single Sit uit, maar die was niet erg succesvol. In 2002 verhuisde hij naar Melbourne, in de hoop daar werk te vinden. Hoewel hij positieve feedback ontving van platenmaatschappijen, waren deze bang dat zijn muziek moeilijk te verkopen was, omdat die een combinatie van serieuze en komische nummers vormde.
Minchin besloot al zijn humoristische liedjes in één show te verwerken, om vervolgens weer over te stappen op serieuzere muziek. Deze overstap maakte hij echter toch niet, omdat zijn show zeer geslaagd bleek. Hij brak in 2005 internationaal door, met shows op onder andere het Melbourne International Comedy Festival en het Edinburgh Fringe Festival.
Tevens speelt Minchin een rol in de Amerikaanse serie "Californication". Hij speelt hierin een coke-verslaafde rocker, genaamd "Atticus Fetch".
November 2020 komt zijn eerste studioalbum, Apart Together, uit.

## Discografie
| Jaar | Titel                                | Opmerking                                |
| ---- | ------------------------------------ | ---------------------------------------- |
| 2001 | Sit                                  | met zijn band Timmy the Dog              |
| 2005 | Dark Side                            | Album                                    |
| 2006 | So Rock                              | Album                                    |
| 2007 | So Live                              | dvd, alleen in Australië                 |
| 2008 | So Fucking Rock                      | dvd, alleen in het Verenigd Koninkrijk   |
| 2008 | Drowned                              | single                                   |
| 2008 | Matilda the Musical                  | Musical                                  |
| 2009 | Tim Minchin And Friends              | twee BBC radio-specials                  |
| 2009 | Ready For This?                      | Live at the Queen Elizabeth Hall, London |
| 2011 | Tim Minchin & The Heritage Orchestra | Live at Royal Albert Hall                |

## Als (zang)acteur (selectie)
| Jaar | Titel                                         | Vorm               | Opmerking                   | Rol                          |
| ---- | --------------------------------------------- | ------------------ | --------------------------- | ---------------------------- |
| 2015 | Robin Hood                                    | Film               | Remake                      | Friar Tuck                   |
| 2015 | No Activity                                   | Televisieserie     | twee afleveringen           | Jacob                        |
| 2015 | The Secret                                    | tv-miniserie       | twee afleveringen           | Smasher                      |
| 2013 | Californication                               | Televisieserie     | tien afleveringen           | Atticus Fetch / Jesus        |
| 2012 | Jesus Christ Superstar - Live Arena Tour 2012 | Rockopera/-musical | Ook op video/dvd verschenen | Judas                        |
| 2011 | Storm                                         | korte film         | stemacteur                  | verteller                    |
| 2011 | Matilda the Musical                           | musical            | stemacteur                  | Componist, muzikant, en zang |
| 2010 | The Lost Thing                                | korte film         | stemacteur                  | Verteller                    |
| 2008 | Two Fists, One Heart                          | Film               |                             | Tom                          |

## Prijzen
| Jaar | Prijs                                          | Categorie                                                                          |
| ---- | ---------------------------------------------- | ---------------------------------------------------------------------------------- |
| 2005 | Melbourne International Comedy Festival        | Directors' Choice Award (voor Dark Side)                                           |
| 2005 | Edinburgh Fringe Festival Perrier Comedy Award | Best Newcomer                                                                      |
| 2005 | Melbourne International Comedy Festival        | The Groggy Squirrel Critics' Award                                                 |
| 2007 | U.S. Comedy Arts Festival                      | Best Alternative Act                                                               |
| 2009 | Helpmann Award                                 | Best Comedy Performer                                                              |
| 2009 | Green Room Awards                              | Cabaret: Best Original Songs                                                       |
| 2009 | Green Room Awards                              | Cabaret: Best Artiste                                                              |
| 2010 | Chortle Awards                                 | Best Music or Variety Act                                                          |
| 2012 | Olivier Award                                  | Best New Musical (voor Matilda The Musical)                                        |
| 2013 | What's On Stage Awards                         | The W&P Longreach Best Supporting Actor in a Musical (voor Jesus Christ Superstar) |